# Annette Kurschus

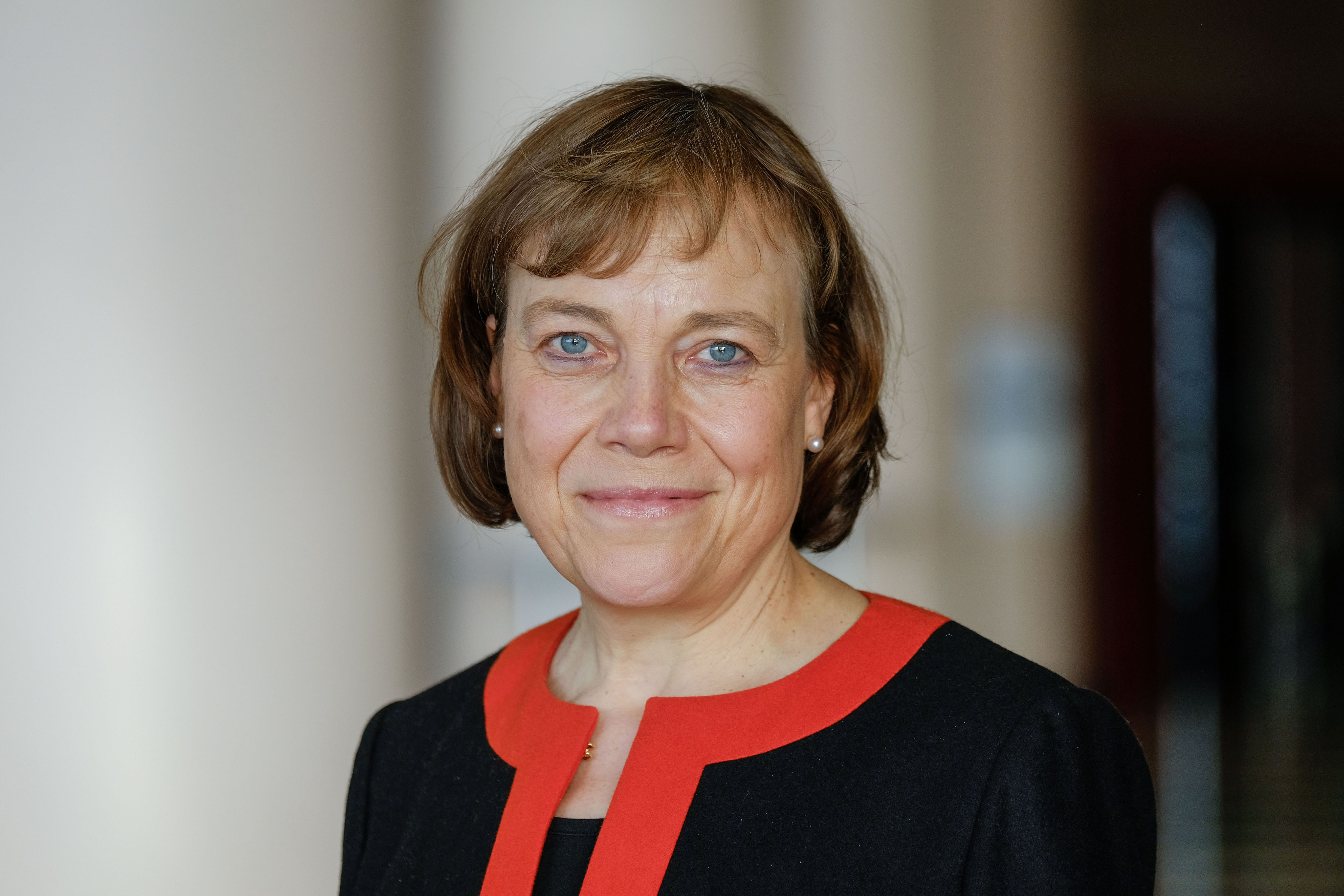
Präses a. D. Annette Kurschus, ehemalige Ratsvorsitzende der EKD (2021)

Annette Kurschus (* 14. Februar 1963 in Rotenburg an der Fulda) ist eine deutsche evangelische Theologin und Pfarrerin in den von Bodelschwinghschen Stiftungen Bethel in Bielefeld. 
Ab 2012 war sie Präses (leitende Geistliche) der Evangelischen Kirche von Westfalen und ab November 2021 zugleich Vorsitzende des Rates der Evangelischen Kirche in Deutschland (EKD). Am 20. November 2023 erklärte sie infolge öffentlicher Vorwürfe, in einem Fall sexuellen Fehlverhaltens eines Kirchenmitarbeiters versucht zu haben, dieses zu vertuschen, ihren Rücktritt von beiden Ämtern.

## Herkunft und Ausbildung
Annette Kurschus wuchs in einem evangelischen Pfarrhaus auf, zunächst im hessischen Obersuhl und später in Siegen. Ihr Vater Georg Kurschus (1930–2017) war Pfarrer an der Siegener Nikolaikirche. Annette Kurschus ist ledig und kinderlos.
Nach dem Abitur 1982 in Siegen studierte sie zunächst für kurze Zeit Medizin, ab 1983 Evangelische Theologie an der Rheinischen Friedrich-Wilhelms-Universität Bonn, der Philipps-Universität Marburg, der Westfälischen Wilhelms-Universität in Münster und an der Kirchlichen Hochschule Wuppertal. Ihr Vikariat absolvierte sie in Siegen-Eiserfeld.

## Werdegang und Funktionen

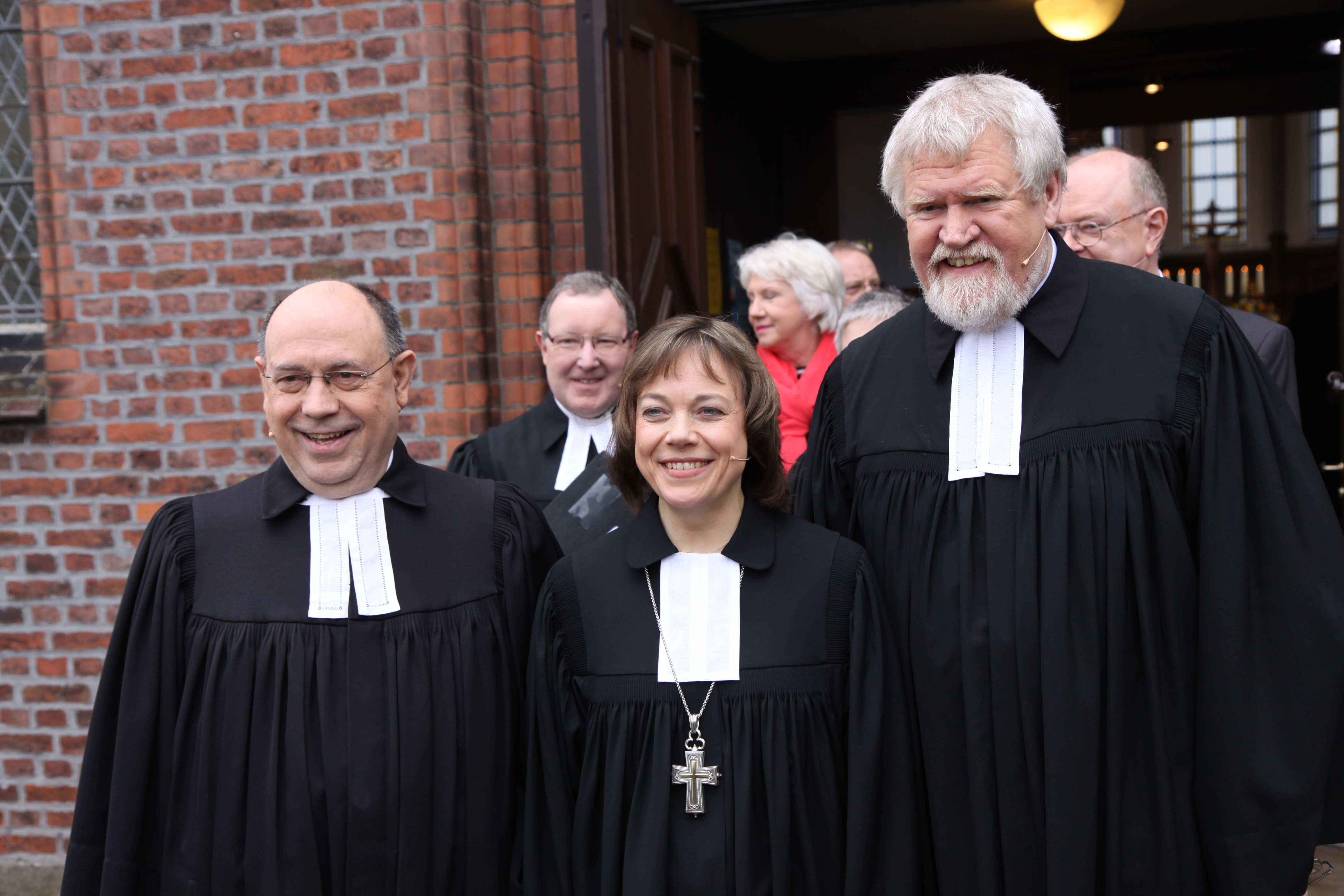
Annette Kurschus mit Nikolaus Schneider (links) und Alfred Buß am 4. März 2012 nach dem Gottesdienst, in dem sie in ihr Amt als Präses der Evangelischen Kirche von Westfalen eingeführt wurde.

Nach ihrem Vikariat wurde Annette Kurschus 1993 Gemeindepfarrerin in der Kirchengemeinde Klafeld und 1999 in der Kirchengemeinde Weidenau. Ab 2001 war sie daneben stellvertretende Superintendentin des Evangelischen Kirchenkreises Siegen. Von 2005 bis 2012 hatte sie dort das Amt der Superintendentin inne.
Im November 2011 wurde sie von der westfälischen Landessynode zur Präses der Evangelischen Kirche von Westfalen (EKvW) gewählt und am 4. März 2012 ins Amt der leitenden Geistlichen eingeführt.
Ab November 2015 war Annette Kurschus zugleich Mitglied im Rat der Evangelischen Kirche in Deutschland und stellvertretende Vorsitzende, ab 2016 Beauftragte des Rates für die Beziehungen zu den polnischen Kirchen.
Am 20. November 2019 wurde Annette Kurschus für eine weitere Amtszeit als Präses wiedergewählt. Am 10. November 2021 wurde sie durch die EKD-Synode, als Nachfolgerin von Heinrich Bedford-Strohm, zur Ratsvorsitzenden gewählt. Am 20. November 2023 trat sie von beiden Ämtern zurück: Kurschus reagierte damit auf Vorwürfe wegen ihres Umgangs mit einem mutmaßlichen Fall sexualisierter Gewalt in ihrem ehemaligen Kirchenkreis Siegen.
Am 1. April 2024 hat sie Aufgaben als Seelsorgerin und Pastorin in den v. Bodelschwinghschen Stiftungen Bethel in Bielefeld übernommen, so die Leitung der Ethik-Kommission der Stiftungen, die Leitung des „Hauses der Stille“, eines Hauses für spirituell-theologische Bildungsarbeit, sowie seelsorglichen Dienst in einem Hospiz.

## Weitere Funktionen
Seit 2014 ist Annette Kurschus Mitherausgeberin des evangelischen Magazins chrismon und der evangelischen Monatszeitschrift zeitzeichen. Sie ist Vorsitzende im Vorstand des Evangelischen Presseverbandes und des Aufsichtsrats der Deutschen Bibelgesellschaft. Weiterhin ist sie Mitglied im Kuratorium der Hochschule für Musik Detmold und seit 2020 im Hochschulrat der Universität Münster. Außerdem spricht sie zeitweise Beiträge zur Morgenandacht im WDR-Radio.

## Positionen

### Abtreibung
Unter Kurschus’ Vorsitz forderte die EKD eine Reform des Strafrechtsparagraphen 218, um möglicherweise auch straffreie Abtreibungen bis zum Ende des fünften Schwangerschaftsmonats zu ermöglichen.

### Klimaschutz
Nach ihrer Wahl zur EKD-Ratsvorsitzenden erklärte Kurschus, dass neben Maßnahmen gegen sexualisierte Gewalt der Kampf gegen den Klimawandel zu ihren Prioritäten gehöre. Klimaschutz bezeichnete Kurschus als eine unserer vornehmsten Aufgaben.

### Impfung gegen das Coronavirus
Während der COVID-19-Pandemie sah Kurschus eine Impfung gegen das Coronavirus als Pflicht an. Sie halte es für wichtig und auch für eine Aufgabe des christlichen Auftrags, dass sich Menschen, die die Möglichkeit haben und bei denen keine Krankheit oder besondere körperliche Situation vorliegt, impfen lassen, sagte Kurschus am 10. November 2021.

### Waffenlieferungen an die Ukraine
Am 23. Dezember 2022 veröffentlichte das Westfalen-Blatt online ein Interview von Martin Korte mit Annette Kurschus. Daraus wurde zitiert: „Ich halte es für eine Pflicht christlicher Nächstenliebe, den in einem verbrecherischen Angriffskrieg überfallenen Ukrainern zu helfen, dass sie sich verteidigen und ihr Leben schützen können.“ … „Du darfst die Totschläger nicht gewähren lassen.“ „Deshalb kann ich sagen: Ich halte die Unterstützung mit Waffen zur Verteidigung als ultima ratio für geboten.“

### Migration
Kurschus sagte Ende Oktober 2023 in einem FAZ-Interview unter anderem:

„Hat die Aufnahmekapazität Grenzen? Aus Sicht der Nächstenliebe liegt diese Grenze da, wo es zur Selbstaufgabe kommt. Ich meine, dass wir diese Grenze noch lange nicht erreicht haben. Wenn die Kommunen klagen, sie seien völlig überfordert, dann müssen wir genau hinhören. Von den vielen Ehrenamtlichen in unseren Kirchen, die sich in der Arbeit mit Geflüchteten engagieren, höre ich diese Klage allerdings nicht. Grundsätzlich müsste unser reiches Land in der Lage sein, noch mehr Menschen aufzunehmen, die vor Krieg und unterschiedlichster Not aus ihrer Heimat fliehen und Zuflucht bei uns suchen. Die These, jeder zusätzliche Geflüchtete gebe den Rechtsextremisten weiteren Auftrieb, halte ich für zu kurz gesprungen.“

## Veröffentlichungen (Auswahl)
- als Herausgeberin: Du sollst Dir kein Bildnis machen: Bild und Bibel – 12 Vorträge. Luther-Verlag, Bielefeld 2016, ISBN 978-3-949763-02-1.
- Gastbeitrag in: Heike Springhart (Hrsg.): Hoffnungsstur und glaubensheiter: Warum wir starke Kirchen brauchen. Mit weiteren Gastbeiträgen von Jürgen Moltmann, Evelyn Finger. J. S. Klotz Verlagshaus, Neulingen 2022, ISBN 978-3-949763-02-1.

## Auszeichnungen
Die Westfälische Wilhelms-Universität Münster verlieh Annette Kurschus am 28. Januar 2019 die Ehrendoktorwürde (Dr. theol. h. c.) für ihre Verdienste um den Dialog von Religion und Gesellschaft.